# Onction

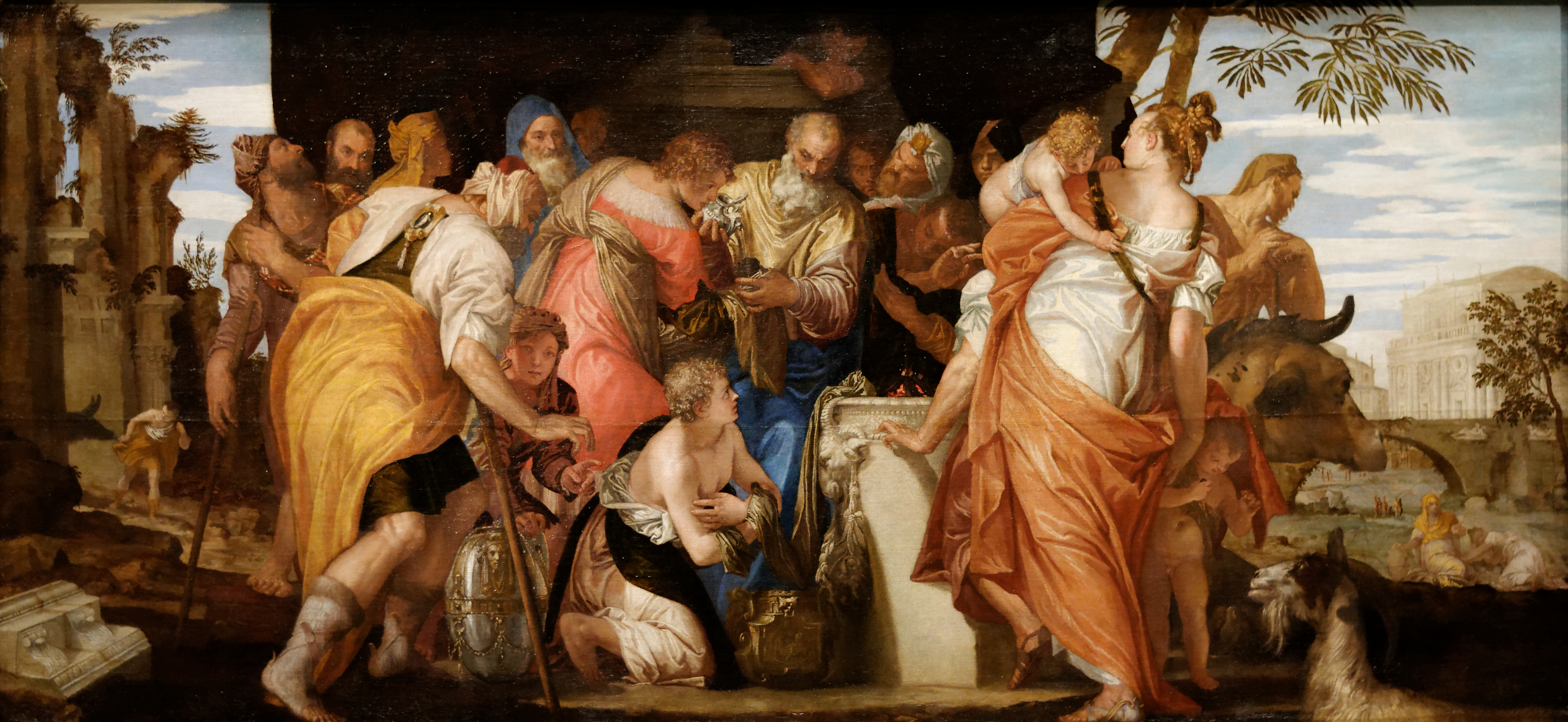
L'onction de David. Paul Véronèse, ca 1555

Dans la Torah, l'onction (du latin unctio, de ungo, « oindre ») se pratique en versant de l'huile parfumée sur la tête d'une personne ou sur un objet afin de les sanctifier ou les consacrer à Dieu par ce geste cérémoniel. L'onction, selon le Nouveau Testament, est un geste liturgique cérémonial consistant en une application d'une huile sainte sur une personne ou sur une chose.

## Étymologie et linguistique
L'hébreu masha'h, « oindre », et ses dérivés sont rendus en grec par le verbe khrio, les noms khrisis et khrisma, « onction » en français (Exode 29, 7 et 21, Lévitique 7, 35, et alii), par l'adjectif substantivé grec ὁ χριστός / ho khristós, « l'oint, celui qui a reçu l’onction sainte » (en hébreu : הַכֹּהֵן הַמָּשִׁיחַ, HaCohen HaMashya'h, « le prêtre oint », Lév. 4, 5), ou encore par le participe substantivé grec ho kekhrismenos (« celui qui a été oint », Lév. 4,3). 
La forme grecque Khristos est celle  du nom donné à Jésus « Christ », tandis que la translittération de l'hébreu (מָשִׁיחַ) Mashia'h, « Messias », a donné celui de « Messie » en français ou messiah en anglais.
L'huile d'onction se dit en hébreu Chémèn Hamich'hah.

## Dans la Bible hébraïque

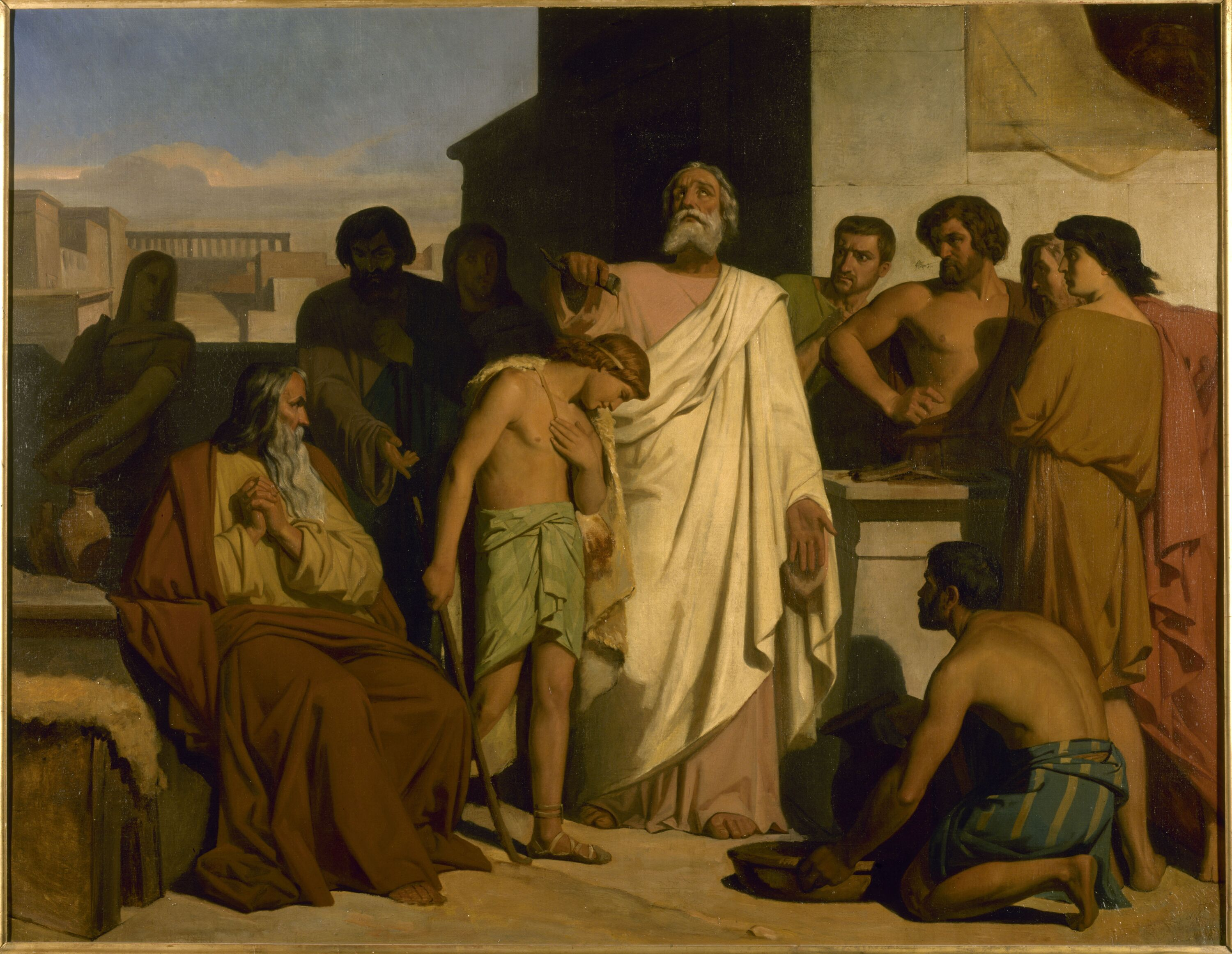
L'onction de David par Samuel, F.-J. Barrias, 1842

Dans la Bible hébraïque, l'onction se pratique en versant (Samuel 16.13) de l'huile parfumée (Ex. 30.22.23) sur la tête d'une personne (Lév. 21.10) ou sur un objet du Tabernacle (Mishkan) que l'on consacre à Dieu : « Avec cette huile, tu consacreras par onction » (Ex. 30.22.26). C'est un revêtement qui distingue et met à part. 
La première occurrence de l’onction dans le texte biblique apparaît en Lév. 16:32 et 21:10. Comme cette pratique est introduite comme allant de soi, on suppose que la rédaction du texte est postérieure à la pratique du rite et que la pratique de l’onction est habituelle dans le monde assyro-babylonien, également en vigueur en Égypte, ainsi qu’en Israël.
Cette onction est destinée aux sacrificateurs (Ex. 30.22.30) et aux objets de service de Dieu (Ex. 30.22.26). Il existe une onction pour Aaron, sa descendance (Ex. 29, 1) et les grands prêtres d'Israël (Cohen Hagadol), et également pour les rois d'Israël tels Saül et David oints par Samuel (ou les prétendants à la royauté dans le cas d'Absalom) : « Par cette onction l'Éternel t'établit chef du peuple » (Sam. 10.1). Le prophète Élisée est également oint : « Tu iras oindre Jéhu ... comme roi d'Israël ; tu oindras aussi Elisée ... comme prophète » (Rois 1 19.16). Le prophète Isaïe se présente comme oint par le Seigneur. 

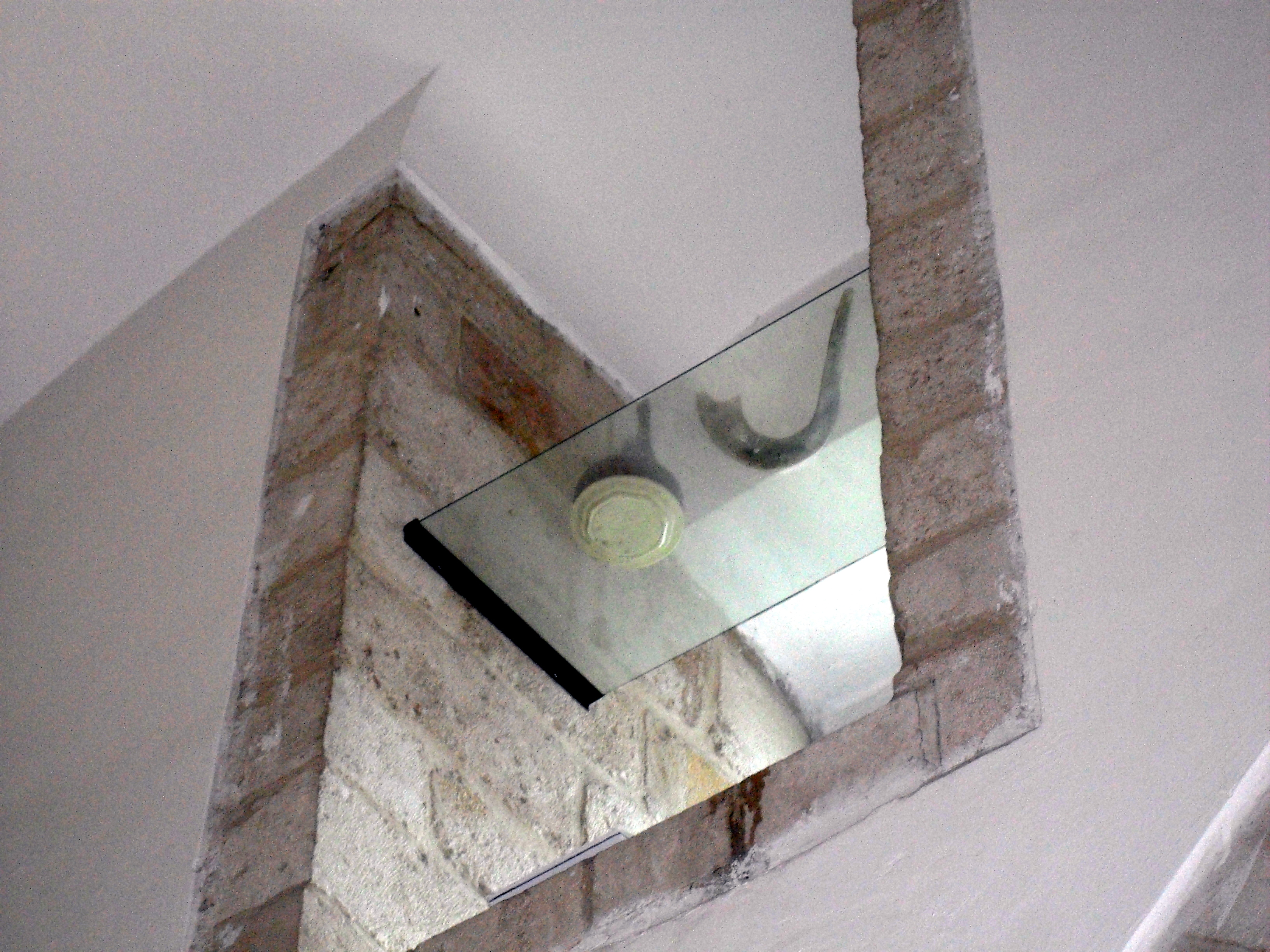
Dans la synagogue Ben Zakai à Jérusalem, un flacon d'huile et un shofar attendent la venue du Messie. Selon la légende, il existe un tunnel secret reliant cette synagogue au mont du Temple.

Dans le judaïsme, le Messie attendu par les Juifs doit être notamment oint pour être intronisé.
Dans Ex. 29:5-7 et Lév. 8:7-9, 12, Gen. 28:16-22 parle d’une onction d’huile sur une pierre : Jacob verse de l’huile sur la pierre dont il s’est servi pour dormir et qu’il érige ensuite en l’oignant et en lui donnant le nom de Bethel.

### Connotation
« L’onction du grand prêtre connote la « purification » et la « sanctification » dans un contexte cultuel où elles ont pour fonction de distinguer, tandis que celle des rois, même si elle conserve un halo sacral par analogie évidente, renvoie davantage à un acte conférant autorité et légitimant un pouvoir. Plus précisément la distinction est entre kodesh (Lév. 16, 19), la « sacralité » attachée à l’onction du grand prêtre, et kavoda (Juges 9) qui qualifie l’onction royale comme ce qui attribue « poids », « autorité », « honneur » ».

### Pratiques
L’onction semble avoir constitué une pratique courante dans le Proche-Orient ancien envers les prêtres mais aussi les mariées et les esclaves affranchis. Hérodote la mentionne comme un geste ordinaire chez les Mésopotamiens. En revanche, l'onction des rois semble avoir été propre aux Israélites, pour se poursuivre chez les rois chrétiens. 

### Huile d'onction
La fabrication de l'huile d'onction se compose d'un volume de douze log (entre 3,6 et 7,2 litres environ, selon les avis) d'huile d'olive parfumée en y faisant macérer différentes épices préalablement bouillies dans des proportions précises (Krétot 5a). L'utilisation profane de cette huile est strictement interdite (Chémot 30, 32),.

## Dans le christianisme

### Rejet initial

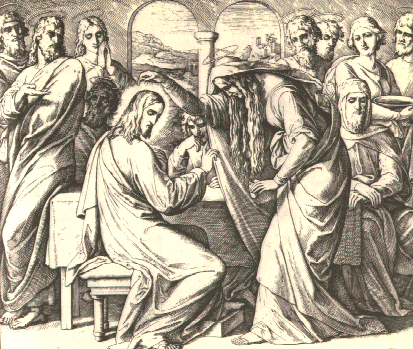
Onction à Béthanie par J. Schnorr von Carolsfeld, années 1850

Le christianisme primitif paulinien connaît une phase de quasi-rejet de l'onction. « Soucieux, en effet, de substituer la Loi nouvelle à l’ancienne, Paul en use avec l’onction d’une manière analogue à son traitement de la circoncision. Au rite charnel, il préfère la « circoncision du cœur » ; à l’onction, l’image du Saint-Esprit répandant la parole divine telle une huile sur l’esprit de ceux qui vont confesser le Christ. Dans l’esprit de Rom. 8, 9, Paul défend une « spiritualisation » et une « intériorisation » du rite : « Celui qui nous affermit avec vous en Christ et qui nous a consacrés par son onction, c’est Dieu ; il nous a aussi marqués de son empreinte et a mis l’Esprit comme un gage dans notre cœur » (2 Cor. 1:22-23) ». 
« L'onction réapparaît pour sanctifier l’entrée en fonction d’un évêque, pour baptiser les enfants ».

### Origine de l'onction du Saint-Esprit
Dans l'évangile selon Luc au chap. 4, versets 18 et 19 (comparer avec le livre d'Ésaïe chap. 61 versets 1 et 2), Jésus parle du fait qu'« Il fut oint de l'Esprit pour prêcher l'Évangile ».
Cette onction « vint sur Lui, la Tête, commençant immédiatement après son baptême au Jourdain ; et elle commença à descendre sur l'Église, qui est son Corps » (Épitre de l'apôtre Paul aux Éphésiens, chap. 1 versets 22 et 23 et 5 verset 30), à la Pentecôte. Cette onction du Saint-Esprit était représentée par l'huile d'onction utilisée dans la consécration des grands-prêtres et des rois d'Israël.
Dans le cas d'Aaron (frère de Moïse, premier souverain sacrificateur), l'huile sainte, au doux parfum d'encens, répandue sur sa tête, descendait sur sa barbe, même jusqu'au bord de ses vêtements (Livre des Psaumes chap. 133 verset 2). Ainsi et selon l'interprétation chrétienne, « Aaron fut une image de l'Oint - Jésus, la Tête, et l'Église, son Corps ».
Dans le patois de Canaan de divers courants charismatiques, l'onction désigne un mode particulier de présence du Saint-Esprit s'attachant a une personne, un lieu ou un moment particulier. Cette onction est généralement conçue comme associée soit à un ressenti de proximité avec Dieu, soit comme favorisant des manifestations surnaturelles de la puissance divine.
Jacques justifie l’onction des malades (5:14-15) avec une dimension plus ou moins magique de la guérison (Marc 6:13), qui était une pratique répandue à l'époque du christianisme primitif.

### Dans le baptême et la confirmation

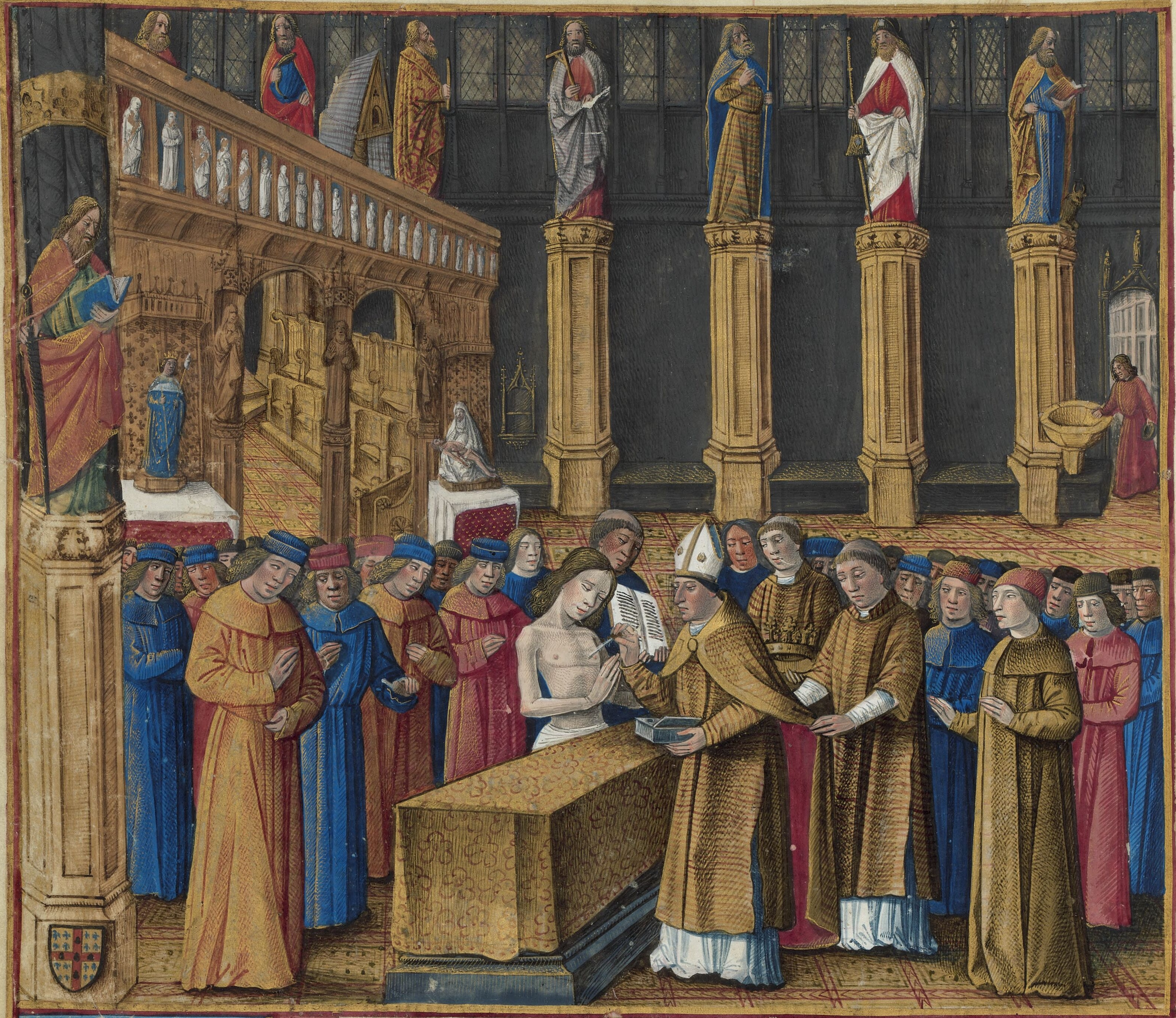
Onction de Baudouin IV, roi de Jérusalem,

Dans les premiers temps du christianisme, pour mieux signifier le don du Saint-Esprit lors du baptême, s'est ajoutée à l'imposition des mains une onction d'huile parfumée (chrême). Cette onction illustre le nom de « chrétien » qui signifie « oint » et qui tire son origine de celui du Christ lui-même, « Lui que Dieu a oint de l'Esprit Saint » (Ac 10, 38). Ce rite d'onction existe jusqu'à nos jours, tant en Orient qu'en Occident. En Orient, ce sacrement  s'appelle chrismation, onction de chrême, ou myron, ce qui signifie chrême. En Occident le nom de confirmation suggère à la fois la ratification du baptême, qui complète l'initiation chrétienne, et l'affermissement de la grâce baptismale, tous fruits du Saint-Esprit.
En Occident, la pratique s'est orientée vers une double onction au saint chrême : accomplie déjà par le prêtre, au sortir du bain baptismal, elle est achevée par une seconde onction faite par l'évêque sur le front des nouveaux baptisés. Comme les baptêmes d'enfants se multipliaient en tous temps de l'année, et comme l'évêque ne pouvait pas être présent à toutes les célébrations baptismales, le baptême et la confirmation ont formé deux sacrements séparés, car on désire réserver à l'évêque l'achèvement du baptême. En Orient au contraire, on a gardé unis les deux sacrements, si bien que la confirmation est donnée par le prêtre lors du baptême.